# 韓ラブ
韓ラブ（はんラブ）は、2010年4月5日から2015年9月28日までBS11で放送されていた韓流エンタメ情報番組。

## 概要
韓国をこよなく愛する日本人が韓国に旅する旅番組

## 放送時間
- 月曜 21:00 - 21:55
- 木曜 23:00 - 23:55（再放送）

## 出演者
司会
- 古家正亨

ナレーター
- 川田雅